# José Antonio Valle Alonso
José Antonio Valle Alonso (Villamor de los Escuderos, Zamora, 11 de junio de 1945) es un autor, escritor y poeta español. Actualmente reside en Valladolid. Ha escrito más de veinte libros de poesía y ha sido galardonado con el Premio Nacional de Poesía Jorge Manrique o el Premio Internacional de Poesía Laguna de Duero, entre otros.

## Trayectoria
En los años sesenta y setenta, paralelamente al estudio de la preceptiva literaria y poética, estudia música, trompeta, en la Escuela Internacional de Música de París y en el Conservatorio, en la perfección como concertista, profundizándose en música clásica. Son tiempos en los que vive intensamente la poesía y la música, haciéndose al mundo de los ambientes parisinos de la época, marcando la luz su impronta lírica en el entorno de Montmartre, Sacre Coeur, Place du Tertre, Moulin Rouge, Pigalle, Place Blanche, Place Clichy... Y es en esta ciudad, París, donde escribe sus dos primeros poemarios. Libros a los que le seguiría una larga producción hasta la actualidad.
En los años ochenta se traslada a Valladolid, donde se integra como Miembro Coordinador de los prestigiosos Grupos Literarios y Artísticos Juan de Baños y Sarmiento, presididos por su Fundador, Andrés Quintanilla Buey, celebrando los recitales Viernes del Sarmiento; actividad ininterrumpida durante más de cuatro décadas, siendo Secretario y Vicepresidente junto a Araceli Sagüillo, Presidenta y Cofundadora. Otorgando en la clausura de cada curso los premios nacionales e internacionales: Entre otros, Juan de Baños, Sarmiento, Jorge Guillén, Andrés Quintanilla Buey, de poesía, Sarmiento de periodismo, Luis Maté, de teatro y Miguel Delibes, de novela. 
Ha sido promotor de numerosos actos poéticos. Le han invitado a dar conferencias literarias y pregones poéticos. Ha prologado poemarios de otros autores y buena parte de su obra está repartida en numerosas antologías y revistas de poesía nacionales e internacionales.

## Premios y Reconocimientos
- Premio Nacional de Poesía de la Casa de Cervantes, Valladolid, cinco veces, por los poemas: Plegaria, en 1992; Un vuelo centenario en 1993; La soledad se esconde en las pupilas, 1995; Debió de ser un día en primavera, 1996 y El miedo es un felino dormido en los arcanos, 1998.
- Premio Nacional de Poesía Jorge Manrique, en 1994 por el libro Marchito rosal.
- Premio Internacional de las Justas Poéticas de la Ciudad de Dueñas, Palencia, cuatro veces en 1996, 1997, 1998, 2002, Plata y Oro.
- Premio Nacional Justas Poéticas Villa de Baltanás, Palencia, en 1996.
- Premio Nacional de Poesía Pregón de la Navidad, Valladolid, en 1998 por Y digo Navidad y digo amor.
- Premio Internacional de Poesía Justas Poéticas Castellanas, en 1999.
- Premio Internacional de Poesía Laguna de Duero, Valladolid, en 1999, por Y enciendo lejanías en los ojos.
- Premio Nacional de Poesía Raimundo Escribano, Alicante, en 2000 por Mi jardín de alturas.
- Premio Internacional de Poesía Juan de Baños, en 2002 por Y tanta luz para buscar la noche.
- Botijero de Honor de la Ciudad de Dueñas, en 2002.
- Medalla Juan de Baños con el nombre San Isidro de Dueñas, vacante de Claudio Rodríguez y anteriormente vacante de Luis Rosales, en 2002, por su trayectoria poético-literaria.
- Premio Nacional de Poesía Nicomedes Sanz y Ruiz de la Peña, Ateneo de Valladolid, en 2005 por Yo, Alonso Quijano, me confieso.
- Premio Nacional de Poesía Pregón de la Primavera, Valladolid, en 2007, por Primavera íntima.
- Premio Nacional de Poesía Guadiana, Ciudad Real, en 2011, por Un jardín en las nubes.[8]
- Ha recibido el Bautismo de Recuerdo (Bautismo poético), en homenaje por su trayectoria poético-literaria, en la casa natal del insigne poeta José Zorrilla, concedido por el Ayuntamiento de Valladolid, en 2012.[9]
- Premio Nacional de Poesía Castellar de Santiago, Ciudad Real, en 2014 por El sueño y el alba, Ella.

## Obra
- Luz y tinieblas, 1976, París;
- Marchito rosal, 1979, París;
- La soledad, 1987, Valladolid;
- Primavera íntima, 1994, Valladolid;
- La luz desnuda, 1998, Valladolid;
- Bajo el puente de Cronos, 1999, Valladolid;
- Alondras en el páramo del tiempo, en Manantial, 2001, Valladolid.;
- La espiral del sueño, 2006, editorial Azul;
- Temblor de sombras, 2011, editorial Azul;
- Volcán de los deseos, 2011, editorial Azul;
- Templo del tiempo, 2012, editorial Azul;[10]
- El color de la fiebre, 2012, editorial Azul;
- La otra orilla, 2014, editorial Azul;
- Y tanta luz para buscar la noche, Antología de cuatro poemarios reunidos: Luz y tinieblas, Marchito rosal, La soledad y Bajo el puente de Cronos, 2014, editorial Azul;
- Adagio en París, 2016, editorial Azul;
- Y esta rosa de luz o La eternidad de la azucena, 2016, editorial Azul;[11]
- La flor de Lis o Lirio de los valles, 2018, editorial Azul;[12]
- Fiebre en la huella, 2018, editorial Vitruvio;[13][14][15]
- Hacia el fanal del sueño, Antología poética espiritual, 2019, editorial Azul;
- Carpe Diem Nocturno, 2020, editorial Vitruvio;[16]
- Lo que queda del fuego Elegía, 2022, en la Colección Treciembre, editorial Azul;[17]
- La barca de Caronte Nocturno, 2022, editorial Azul;
- La verdad del espejo Elegía a la vida, 2024, editorial Azul;
- Dime tú, alma mía Nocturno, 2024, Editorial Azul.